# Алексеев, Николай Иванович (1911)
Николай Иванович Алексеев (3 августа 1911, Рига, Лифляндская губерния, Российская империя — 22 июля 1962, Рига, Латвийская ССР, СССР) — советский общественный, партийный и хозяйственный деятель, директор Рижского государственного электротехнического завода «ВЭФ» (1958—1962).

## Биография
Родился в семье староверов. После окончания Рижской городской русской гимназии в 1929 году поступил на Механический факультет Латвийского университета. Позже работал на исследовательской станции сельскохозяйственных машин. В 1940—1941 — в отделе главного механика на заводе ВЭФ.
В начале войны вместе с заводом был эвакуирован в тыл.
Участник Великой Отечественной войны. Вступил добровольцем в 201-ю Латвийскую стрелковую дивизию. Принимал участие в битве за Москву, сражался под Старой Руссой. В 1944 был ранен. Позднее участвовал в боях на рижском направлении и в Курляндии. Войну закончил в Берлине. За отличия награждён медалью «За отвагу» (6 сентября 1943).
После демобилизации вернулся в Ригу, вновь стал работать на ВЭФе. Был заместителем главного механика, главным механиком, заместителем главного инженера, заместителем директора завода. В 1947 году был награждён Почётной грамотой Президиума Верховного Совета Латвийской ССР.
С 1955 по 1958 год Н. И. Алексеев — директор Рижского радиозавода им. А. С. Попова. В 1958 году был назначен директором завода ВЭФ.
Из статьи в газете «Вэфовец» за 1988: 

«Набирающему силу заводу нужны были толковые головы. Широкая эрудиция, доскональное знание производства, свободное владение русским, латышским, немецким языками выделяли Николая Алексеевича среди инженерной братии. Не случайно и по заслугам служебная лестница поднимала его наверх. Многое из задуманного Алексеев не успел сделать, но и то, что он сделал заслуживает доброй памяти о нём. Это был компетентный, решительный, уверенный в своих выводах руководитель, досконально знавший тонкости экономики, снабжения, не говоря уже о собственно производственной сфере При Алексееве были сделаны первые серьезные шаги по модернизации и специализации производства. Территория завода обросла строительными площадками — возводились новые цеха, при нём распахнули двери Дворца культуры и техники, первое здание комбината питания.»
Избирался депутатом Верховного Совета Латвийской ССР и членом ЦК Компартии Латвии.
Умер в ночь с 22 на 23 июля 1962 года. Похоронен на 2-м Лесном кладбище в Риге.